# Ingibjörg Sigurdsdóttir
Ingibjörg Sigurdsdóttir, född 13 mars 1941 i Island, död 18 december 2004 i Visby, var en svensk socialdemokratisk politiker, som mellan 1994 och 1998 var riksdagsledamot för Gotlands läns valkrets.